# Passel
Passel település Franciaországban, Oise megyében. Lakosainak száma 271 fő (2022. január 1.). Passel Chiry-Ourscamp, Larbroye, Noyon, Pont-l’Évêque, Sempigny és Ville községekkel határos.

## Népesség
A település népességének változása:
| Lakosok száma | 287  | 285  | 298  | 282  | 278  | 273  | 272  | 270  | 271  |
|               | 2013 | 2015 | 2016 | 2017 | 2018 | 2019 | 2020 | 2021 | 2022 |